# 林德氏鬼笔属
林德氏鬼笔属（学名：Linderia）是鬼笔科下的一个属。

## 下属物种
本属包括以下物种：
- 双柱林德氏鬼笔 Linderia bicolumnata (Lloyd) G.Cunn
- 林德氏鬼笔 Linderia pereximia (L.D.Gómez) L.D.Gómez